# Ołeksandr Borysenko
Ołeksandr Ołeksandrowycz Borysenko, ukr. Олександр Олександрович Борисенко (ur. 21 lipca 1987) – ukraiński piłkarz, grający na pozycji bramkarza.

## Kariera piłkarska

### Kariera klubowa
Wychowanek szkół piłkarskich Dynamo Zaporoże oraz Metałurh Zaporoże, barwy których bronił w juniorskich mistrzostwach Ukrainy (DJuFL). 13 maja 2004 rozpoczął karierę piłkarską w drugiej drużynie Metałurha Zaporoże. W 2010 wyjechał do Litwy, gdzie został piłkarzem pierwszoligowego zespołu Tauras Taurogi. Podczas przerwy zimowej sezonu 2012/13 opuścił litewski klub. Latem 2013 zasilił skład FK Połtawa.